# 斯普林代爾 (阿肯色州)
斯普林代爾（英語：Springdale）是一個位於美國阿肯色州本頓縣和華盛頓縣的城市。根據2020年美國人口普查，該地人口為84161人，而該地的面積約為127.42平方千米。

## 地理
斯普林代爾的座標為36°10′53″N 94°08′45″W / 36.18139°N 94.14583°W，而該地的平均海拔高度為403米（即1322英尺）。